# 青の寝室
『青の寝室』（あおのしんしつ、原題：La Chambre bleue）は、2014年のフランスのミステリ映画。
ベルギーの推理作家ジョルジュ・シムノンの1964年の同名小説を、現代を舞台に翻案し、マチュー・アマルリックが監督・脚本・主演を務めて映画化した作品である。また、アマルリックのパートナーである女優のステファニー・クリュが共同脚本を務めるとともに主人公の妻を演じている。2014年5月に開催された第67回カンヌ国際映画祭のある視点部門に出品された。
日本では劇場未公開だが、WOWOWシネマで2015年5月7日に放送されたほか、同年7月25日にDVDが発売された。

## ストーリー
ダブル不倫が招いた悲劇の真相を現在と過去を交錯させながら描く。

## キャスト
- ジュリアン・ガヒデ: マチュー・アマルリック - 妻子のある中年男。
- デルフィーヌ・ガヒデ: レア・ドリュッケール（フランス語版） - ジュリアンの不倫相手。既婚。
- エステル・デピエール: ステファニー・クリュ（フランス語版） - ジュリアンの妻。

## 作品の評価
アロシネによれば、フランスの14のメディアによる評価の平均点は5点満点中3.9点である。
Rotten Tomatoesによれば、批評家の一致した見解は「『青の寝室』は人間性の暗黒面のハッとするような研究とともに、主演と共同脚本のマチュー・アマルリックが冷静に確実に監督を務めたことを証明している。」であり、79件の評論のうち高評価は89%にあたる70件で、平均点は10点満点中7.1点となっている。
Metacriticによれば、27件の評論のうち、高評価は20件、賛否混在は7件、低評価はなく、平均点は100点満点中73点となっている。